# 752 Sulamitis
752 Sulamitis

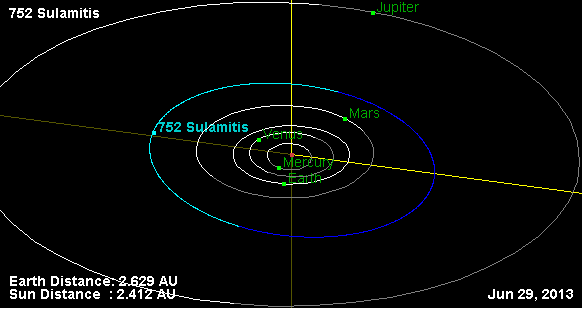
Quỹ đạo của 752 Sulamitis và vị trí của nó vào ngày 29/6/2013

752 Sulamitis là một tiểu hành tinh ở vành đai chính. Nó được G. N. Neujmin phát hiện ngày 30.4.1913 ở Simeiz (Krym, Ukraina) và được đặt theo tên Sulamith, nhân vật phụ nữ trong sách Diễm ca (Cựu Ước).
Tên của tiểu hành tinh này được dùng để đặt cho nhóm tiểu hành tinh Sulamitis